# Chrome (Lied)
Chrome ist ein als Video ausgekoppelter Rapsong aus dem Album Blaues Blut von Fler. Das Musikvideo erschien am 24. Mai 2013.

## Inhalt
Chrome hat musikalisch Elemente des Trap. Im Text wertet sich Fler selbst stark auf („Vergiss dein XXL, ich seh aus wie Mr. T“), stilisiert sich als reich („Ich steh' auf der Straße, 50.000 für das Eis“), („Die Brille von Versace - Baby, ich mach' Geld“) und macht Gewaltdrohungen gegen ein unbestimmtes "Du" („Ich reiße dir die Zunge raus“), („Ich schlage dich kaputt und frage: Hast du ein Problem ?“).
Fler rappt in den Strophen sehr langsam. Zudem benutzt er einen speziellen, bisher unbekannten Flow. Bei diesem werden die letzten ein oder zwei Wörter des jeweiligen Satzes einer Frage ähnelnd betont („Das Auto, das ich fahre, Raumschiff Enterprise“). Zudem benutzt Fler sehr oft den sogenannten Hashtag-Flow, bei dem der Reim auf Plattformen im Internet mit einem Hashtag versehen werden könnte („Das hier ist mein Lifestyle #Maskulin“).
Im Refrain ist ein Sample aus dem Song Sittin' on Chrome von Masta Ace zu hören und Fler rappt nach jeweils zwei Takten „Ich roll' auf, roll' auf Chrome“.
Das Lied enthält mehrere Anspielungen. Er spielt auf die Bereiche Raptechnik und Emanzipation an („Doubletime ist out, bleib doch einfach mal entspannt“), („Emanzipation ? Setz dich einfach auf den Schwanz“). Die Zeile „der Bulle übertreibt - mach hier nicht auf Cobra 11“ stellt eine Anspielung auf die Action-Serie Alarm für Cobra 11 dar. Zudem erwähnt Fler den US-amerikanischen Schauspieler Mr. T („ich seh aus wie Mr. T“). Die Zeile „Ich scheiße auf integrieren, steck dir deinen Bambi in den Arsch“ spielt auf die Bambi-Verleihung für Bushido an. Außerdem wird die Comicfigur Batman erwähnt („Batman ist nichts gegen mich, nenn' mich bane“).

## Kritik
Bei rappers.in wurde der Song Chrome positiv hervorgehoben:

„"Chrome" kommt mit einem 1A produzierten Trap-Instrumental daher, das ein tolles Feeling vermittelt. Dazu ein Fler, der zwar auch wieder in allen Parts gleich flowt, dafür aber anders als auf dem Rest des Albums und das ist ja schon mal was. Spaß beiseite, der langsame Flow des Maskulin-Chefs, der beim ersten Hören noch etwas seltsam klingt, passt überraschend gut zum Beat und auch die extrem einfach gehaltene Hook fügt sich optimal ein. So ist "Chrome" zwar auch textlich unterdurchschnittlich, hat aber dafür das perfekte Klangbild eines modernen Raptracks.“

## Produktion
Der Song wurde in den Berliner Hide Out Studios vom Produzenten-Team Hijackers aufgenommen. Das Mastering wurde von Brian Gardner durchgeführt.
Vor der Veröffentlichung des Albums Blaues Blut präsentierte Fler den Song Chrome auf der Website von MixeryRawDeluxe.

## Musikvideo
Zehn Tage vor Veröffentlichung des Musikvideos wurde das Making-of vom Videodreh in Paris hochgeladen.
Das Musikvideo wurde am 24. Mai 2013 veröffentlicht. Die Regie des Videos übernahm der französische Regisseur Chris Macari. Das Video beginnt, indem Fler auf eine in der Bodenperspektive filmende Kamera zugeht. Dann wird ein geschrottetes Polizeifahrzeug gezeigt und der Name des Regisseurs wird eingeblendet. Das gesamte Video wurde auf einem Schrottplatz in Paris gedreht. Es ist ein Bagger im Video zu sehen, der ein Auto mehrmals hochhebt und es dann fallen lässt. Neben Models werden Szenen vor einem Sportwagen gezeigt, mit Feuerwerken im Hintergrund. Die Rapper G-Hot und Animus sind ebenfalls im Video zu sehen.